# Gościęcino
Gościęcino (pronunciación en polaco: /ɡɔɕt͡ɕɛɲˈt͡ɕinɔ/; en casubio: [Lãbòrsczé] Gòścëcëno) es un pueblo ubicado en el distrito administrativo de Gmina Choczewo, dentro del Condado de Wejherowo, Voivodato de Pomerania, en Polonia del norte. Se encuentra aproximadamente a 9 kilómetros al suroeste de Choczewo, a 29 kilómetros al oeste de Wejherowo, y a 63 kilómetros al noroeste de la capital regional Gdańsk.
Para detalles de la historia de la región, véase Historia de Pomerania.
El pueblo tiene una población de 89 habitantes.